# Helen Heslop
Helen Elisabeth Heslop es una bióloga, médica y científica neozelandesa cuyos intereses clínicos se centran en los trasplantes de células madre hematopoyéticas. La investigación de Heslop se centra en la inmunoterapia para tratar infecciones víricas, neoplasias hematológicas y postrasplante. Es profesora en el Departamento de Medicina y Pediatría del Baylor College of Medicine y directora del Centro de Terapia Celular y Génica del Baylor College of Medicine, el Texas Children's Hospital y el Houston Methodist Hospital. Es titular de la Cátedra Dan L. Duncan y directora asociada de investigación clínica en el Centro Oncológico Dan L. Duncan.
Heslop fue coeditora de la sexta edición de Hematología: Principios básicos y práctica, considerado como uno de los mejores libros de texto sobre hematología.

## Biografía
Se crio en Nueva Zelanda. Su madre es la inmunóloga Bárbara Farnsworth y su padre el cirujano John Herbert Heslop. Estudió en el Kaikorai Valley High School en Dunedin antes de asistir a la Universidad de Otago, donde se graduó en 1980. Fue investigadora del Departamento de Hematología del Royal Free Hospital de Londres donde realizó investigaciones sobre inmunología de trasplantes, lo que la llevó a obtener el título de doctora en Medicina de Otago en 1990. Completó una beca de investigación postdoctoral en el St. Jude Children's Research Hospital en Memphis, Tennessee.

### Trayectoria profesional
El primer nombramiento como docente, fue como Miembro Adjunto de la División de Trasplantes de Médula Ósea del Departamento de Hematología-Oncología del St. Jude Children's Research Hospital. Se convirtió en miembro asociado en 1994. También fue Profesora Asociada en el Departamento de Pediatría de la Universidad de Tennessee en Memphis. Heslop se unió al cuerpo docente de la Baylor College of Medicineen 1997 y en 2006 fue nombrada como primera titular de la Cátedra Dan L. Duncan de Baylor College of Medicine.
Fue la primera, junto a Cliona Rooney, en demostrar que las células T citotóxicas específicas del antígeno podían utilizarse para erradicar una neoplasia maligna establecida. A principios de la década de 1990, Heslop y Rooney desarrollaron métodos novedosos en ese momento, para el diagnósticopara el diagnóstico precoz de la enfermedad linfoproliferativa inducida por el virus de Epstein-Barr. Esta enfermedad es una complicación que se presentó en aproximadamente el 15 por ciento de los trasplantes de médula ósea de familiares no emparentados o no compatibles en aquella época. Los médicos generaron linfocitos T citotóxicos a partir de donantes de médula ósea. Su enfoque terapéutico para la enfermedad linfoproliferativa inducida por el virus de Epstein-Barr se extendió desde entonces a la enfermedad de Hodgkin, el linfoma no Hodgkin y el cáncer nasofaríngeo. Heslop también estudia el uso de células T citotóxicas de terceros para tratar infecciones virales tras un trasplante.
Junto con otros médicos del Centro de Terapia Celular y Génica, Heslop dirige más de 20 ensayos clínicos de células T genéticamente modificadas y específicas de antígenos. Tiene amplia experiencia en el desarrollo y conducción de estudios de trasplantes y terapias celulares y genéticas.
Dirige un programa SPORE sobre linfoma, una subvención para un proyecto de programa del NCI y un Centro Especializado de Investigación de la Sociedad de Leucemia y Linfoma. Preside la Fundación para la Acreditación de Terapia Celular y fue presidenta de la Sociedad Estadounidense de Trasplante de Sangre y Médula Ósea.
Después de casi 20 años de iniciar su ensayo clínico en fase 1, pionero en el año 2004, y en el que "participaron 19 niños con neuroblastoma, un tipo de cáncer sólido en las células nerviosas que tiene una tasa de supervivencia muy baja y una tasa de recaída altísima", publicó sus resultados en 2025 en la revista Nature. La publicación muestra el seguimiento a largo plazo de todos los pacientes tratados entre 2004 y 2009, destacando el caso una de las pacientes con el cáncer en remisión durante más de 18 años sin recibir otros tratamientos oncológicos  y además fue madre de dos bebés sanos. Es la receptora más longeva de células CAR-T para un cáncer hasta el año 2025.
El ensayo consistía en inyectar a los pacientes sus propias células defensivas, que es en lo que consiste una terapia CAR-Tː Usar nuestros propios linfocitos T modificados genéticamente, para reforzar nuestro propio sistema inmune con nuestras células modificadas para que sean más eficaces en la lucha contra el cáncer. El equipo que realizó el estudio, encontró evidencias de las células CAR-T que le infundieron a la paciente y otras cuatro personas tratadas, persistieron durante al menos 5 años en sus organismos. Estos resultados apuntan a que la terapia CAR-T podría proporcionar beneficios a largo plazo en tumores sólidos, además de aportar información valiosa para conocer mejor su comportamiento biológico.

## Premios y reconocimientos
En 2013, la Universidad de Otago le otorgó un doctorado honoris causa.